# Кузьменков, Александр Александрович
Алекса́ндр Алекса́ндрович Кузьменко́в (2 ноября 1962, Нижний Тагил, Свердловская область — 26 ноября 2022, там же) — русский писатель; прозаик и литературный критик.

## Биография
Получил филологическое образование в Нижнетагильском педагогическом институте. Был учителем, монтёром пути, рабочим чёрной и цветной металлургии. Позже работал журналистом в газетах Братска, также в разных качествах на местном телевидении. «Однако, — как писал Олег Августовский, — в силу свойств собственного характера он не смог там надолго задержаться, поскольку желание говорить то, что думает и поступать так, как хочет, оказалась сильнее желания получать постоянную заработную плату. Таким образом, А. Кузьменков вскоре оказался в статусе, который поклонники его талантов стали определять, как „сторож с собакой“».
Печатался в журналах «Бельские просторы», «Волга», «День и ночь», «Новый Берег», «Урал». Долгое время жил в Братске (поэтому там его считают братским писателем), где последней специальностью его была — «сторож». В 2012 году вернулся в родной Нижний Тагил. С июля 2014 года вёл постоянную критическую рубрику в «Литературной газете».
С 2016 по 2020 год Александр Кузьменков постоянно входил в топ-10 самых читаемых авторов «Журнального зала».
Издательство Сергея Юрьенена Franc-tireur через посредничество «Лулу» — международной компании со штатом в 12 странах, офисами в Лондоне, в Торонто, Бангалоре (Индия), в Ралей, Сев. Каролина, США — обеспечило Кузьменкову выход на сообщество пользователей размером в 2 миллиона, с темпом прироста 12 тысяч новых членов в неделю. «Лулу» работает с авторами из более чем 80 стран, обеспечивает доставку в более чем 100 стран. «Вполне можно сказать, что Кузьменков как книга уже есть международный фактор», — уверен издатель.
В России Кузьменков нашёл свыше семи тысяч читателей, публикуя в интернете работы последних лет, однако прозу 1980-х и 1990-х годов счёл недостойной публикации и уничтожил.
Скончался 26 ноября 2022 года. Похоронен 3 декабря 2022 года на кладбище «Рогожино» в Нижнем Тагиле.

## Особенности творчества
Итак, премия Белкина досталась И. Поволоцкой за «Пациента и Гомеопата». Манерный подзаголовок «совецкая повесть» не сулит ничего доброго и как-то слабо корреспондирует с пушкинскими традициями. Вы в состоянии вообразить «Станционного смотрителя» с довеском «расейская повесть»?.. Но подождём огорчаться: возможно, история о послевоенной Москве, её обитателях и модной в ту пору гомеопатии и впрямь заслуживает совецкого эпитета.
Пушкинская традиция, на мой взгляд, состоит в предельной простоте и ясности: «Мы стояли в местечке ***». Да что вы, право? — сущий моветон. Фразу надо вывихнуть анастрофой и разорвать по живому, чтоб читатель наверняка споткнулся: «Лёля на втором курсе училась. Иняза». В местечке *** стояли. Мы. К чему подобное членовредительство? — то ведают Бог и Поволоцкая. Впрочем, всё только начинается…
Судьба и литературно-критическое творчество Александра Кузьменкова роднит его с писателем и критиком старшего поколения, Владимиром Сергеевичем Бушиным, который так же «в постсоветское время не сдался, не пошёл по пути „красного“ вписывания в антисоветскую систему».
Ей-Богу, кабы не фамилия на обложке, я бы уверенно приписал авторство Прилепину и считал бы книжку сиквелом «Греха». Та же анемичная, практически бессюжетная проза с претензией на подтекст, те же неправдоподобно вычурные тропы… Однако ж нет: это М.Е. в очередной раз явился публике в чужих обносках. Ну да ему не привыкать…
«Прозе Кузьменкова свойствен тот же героический стоицизм при трезвом сознании абсурда, сизифово упрямство выживания до самого конца, который и сделал Хемингуэя культовой фигурой нашего экзистенциального поколения, — считает издатель Сергей Юрьенен. — Вполне возможно, что культовым станет и Кузьменков, отстаивающий достоинство человека в аду и до самого конца. Вот эта человеколюбивая миссия мне и кажется у него главным — стиснувший зубы этический пафос».
«Герои А. Кузьменкова… в условиях, предоставленных им текущим ходом жизни, где судьбой, временем и пространством для них предельно сужен выбор, …активно борются за своё выживание, при этом пытаются если не достойно прожить, так хотя бы честно умереть, выяснив свои отношения со смертью», говорит публицист Владимир Монахов.
Для прозы Кузьменкова характерно сочетание реалистичной манеры с элементами мистики, психологизм. Писатель Дмитрий Быков назвал Кузьменкова одним из лучших прозаиков современной России. Однако проза Кузьменкова не вызвала интереса у коммерческих книгоиздателей, ничем не помог и Быков.

Его единственный большой однотомник вышел по-русски в Штатах, и это наш позор.
— Дмитрий Быков
От отчаянья писатель обратился к изобличительной критике.

Критику Александру Кузьменкову я порой завидую белой завистью: не всякому дан талант так зло, точно, безжалостно и смешно анатомировать литературное произведение.
— Роман Арбитман
Острая беспощадная критика Александра Кузьменкова направлена на развенчание выборов современных российских премиальных структур. Мишенями для неё стали такие современные авторы, как А. Аствацатуров, М. Елизаров, Е. Колядина, П. Крусанов, В. Пелевин, З. Прилепин, А. Проханов, А. Рубанов, Г. Садулаев, А. Шепелёв и многие другие.
Несмотря на репутацию литературного киллера, Кузьменков был автором комплиментарных предисловий к сборникам Владимира Монахова, Михаила Дынкина и Вадима Моло́дого.

## Критический приём
Критика Кузьменкова вызывает сильное раздражение у представителей московского литературно-премиального истеблишмента. Так, Юлия Щербинина, подчеркнувшая, что она является доктором педагогических наук, доцентом кафедры риторики и культуры речи Московского педагогического университета, специалистом по проблемам деструктивной коммуникации, литературным критиком и литературным агентом, в своём «открытом письме» в газете «Литературная Россия» приведя многочисленные цитаты из статей Кузьменкова, писала:

Систематическое и последовательное тиражирование оскорблений, обвинений, инсинуаций вынуждает писателей отказываться от публикаций в журнале и сокращает читательскую аудиторию, состоящую не из любителей кабацких драк и боёв без правил, а из интеллигентных, образованных и мыслящих людей…

— угрожая, в случае продолжения «непосредственного пособничества трансформации публичной рефлексии художественного текста в словесный произвол», обратиться в «вышестоящие инстанции», «для регулирования сложившейся ситуации» К этому «письму» присоединились и задетые критиком литераторы В. В. Козлов и А. В. Иванов (клиенты литературного агента Щербининой). На страницах «Литературной России» Щербининой ответил Юрий Серб: «Что же делать, Юлия Владимировна, если критик Александр Кузьменков объективно прав!» После своего обращения Щербининой также пришлось столкнуться с обвинениями в публичном доносе и в риторике «37-го года».

## Книги
- Кузьменков А. А. Сказ про то, как царь Гвидон женился…[3]
- Кузьменков А. А. Бахмутовские хроники.
- Кузьменков А. А. День облачный. Franc-Tireur USA, 2008.
- Кузьменков А. А. Корабль уродов. Franc-Tireur USA, 2009.
- Кузьменков А. А. Избранные сочинения. В 2 тт. Т. 1. Время пепла. ISBN 978-1-4478-8655-6, Т. 2. Уроки чтения. ISBN 978-1-4478-9321-9. Братск: Издание автора, 2011.
- Кузьменков А. А. Группа продлённого дня. Повести и рассказы. Нижний Тагил: Издание автора, 2012.

## Премии
- Премия «Серебряная пуля» (США, 2009)
- Премия журнала «Урал» в номинации «Литературная критика» (2012)
- Премия журнала «Бельские просторы» в номинации «Литературная критика» (2012)